# Cour d'appel de Nancy
La cour d'appel de Nancy connaît des affaires jugées par les tribunaux de son ressort qui s'étend sur les départements de Meurthe-et-Moselle, de la Meuse et des Vosges. 
La cour est sise au sud-est de la place de la Carrière dans l'ancien Hôtel de Beauvau-Craon. L'entrée du public est située côté sud, au 3 rue Suzanne Régnault-Gousset, anciennement 3 terrasse de la Pépinière. 

## Tribunaux du ressort
| -                  | 5 tribunaux de grande instance | 7 tribunaux d'instance          | 6 conseils de prud'hommes       | 4 tribunaux de commerce |
| ------------------ | ------------------------------ | ------------------------------- | ------------------------------- | ----------------------- |
| Meurthe-et-Moselle | - Briey - Nancy                | - Briey - Lunéville - Nancy     | - Longwy - Nancy                | - Briey - Nancy         |
| Meuse              | - Bar-le-Duc - Verdun          | - Bar-le-Duc - Verdun           | - Bar-le-Duc - Verdun           | - Bar-le-Duc            |
| Vosges             | - Épinal                       | - Épinal - Saint-Dié-des-Vosges | - Épinal - Saint-Dié-des-Vosges | - Épinal                |

Le ressort est étendue à la cour d'appel de Reims pour le contentieux technique et général de la sécurité sociale et d'admission à l'aide sociale.

## Organisation

### Premiers présidents
- Pierre-Aubin Paillart[Quand ?]

[...]
- 1981-1984 : Pierre Estoup

[Alain Junqua
Véronique Chéron
...]
- 2016-2022 : Jean-Pierre Ménabé

[...]
- depuis 2022 : Marc Jean-Talon

### Procureurs généraux
- 1840-1845 : Pierre-Aubin Paillart